# Water of Dye
Das Water of Dye, auch Dye Water, ist ein Bach in der schottischen Council Area Aberdeenshire. Es ist nicht zu verwechseln mit dem Dye Water in den Scottish Borders.

## Beschreibung
Das Water of Dye entspringt am Südosthang des 778 Meter hohen Mount Battock, welcher die Grenze zur benachbarten Council Area Angus markiert. Es fließt durch den Glen Dye zunächst für etwa zwölf Kilometer in vornehmlich östlicher Richtung und dreht dann nach Nordosten ab. Nach einem Lauf von 24 Kilometern mündet der Bach nahe Strachan in das Water of Feugh, das über den Dee in die Nordsee entwässert. Neben dem Water of Aven ist es der Hauptzufluss des Water of Feugh.
Durch eine dünnbesiedelte, bewaldete Region Aberdeenshires verlaufend, passiert das Water of Dye keine Siedlungen. Auf seinem Lauf nimmt es verschiedene Bäche auf, von denen das etwa auf halber Strecke von rechts einmündende Water of Charr den Hauptzufluss bildet. Sind seine Ufer heute weitgehend unbesiedelt, so existieren jedoch Spuren historischer Besiedlung in Form von Wüstungen und wüst gefallenen Höfen entlang des Mittellaufs.

## Umgebung
Eine alte Militärstraße, die heute teilweise die B974 bildet, quert das Water of Dye auf der in den 1680er Jahren errichteten Bogenbrücke Bridge of Dye. Auf Höhe der Brücke wurden zu Zeiten des Zweiten Weltkriegs zur Verteidigung Pillboxen errichtet. Bei der heute als Scheduled Monument geschützten Anlage ist unklar, ob sie der Abwehr einer nord- oder südwärts gerichteten Bewegung dienen sollte. Die B974 quert das Water of Dye erneut auf der aus dem späten 18. Jahrhundert stammenden Bridge of Bogendreip. Beide Brücken wurden zwischenzeitlich durch moderne Brücken ersetzt und sind heute obsolet.

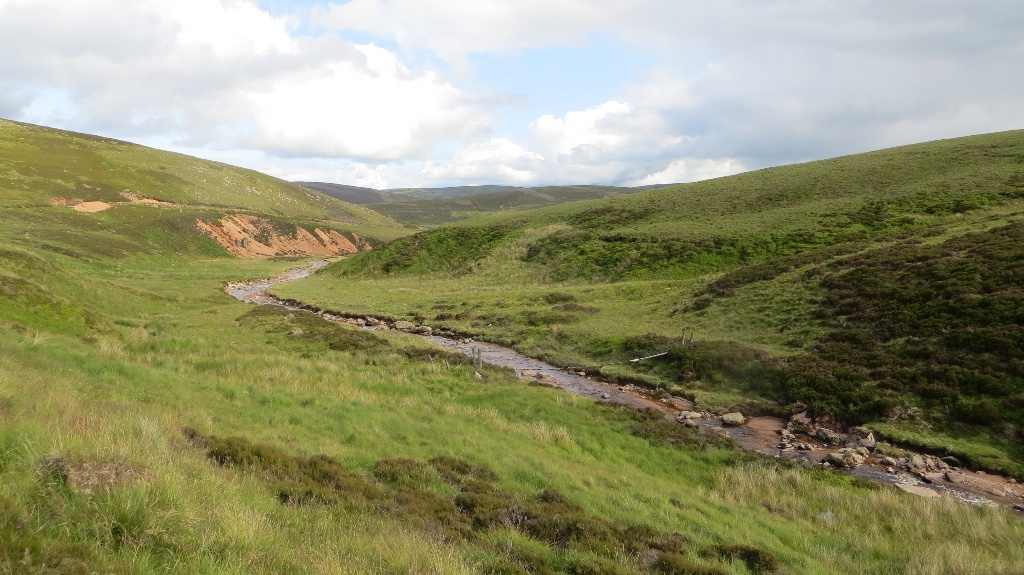
Oberlauf des Water of Dye
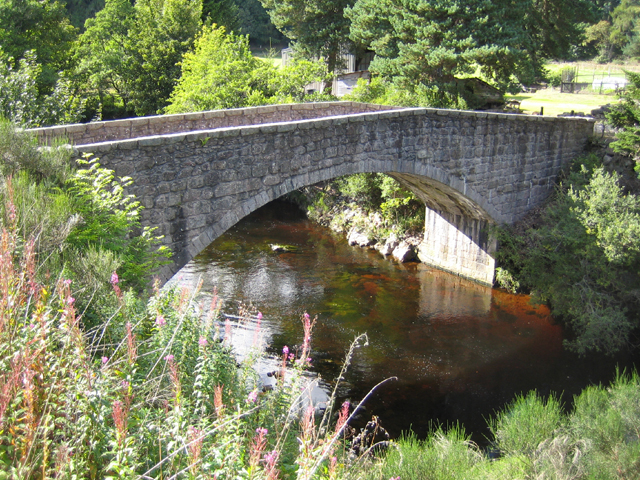
Bridge of Bogendreip
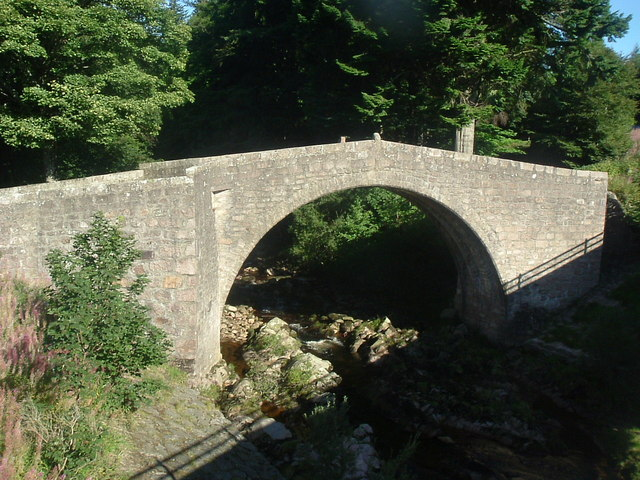
Bridge of Dye